# Штейн, Борис Самуилович
Борис Самуилович Штейн (22 января 1933, Ленинград, СССР — 8 марта 2017, Ашкелон, Южный округ, Израиль) — русский поэт, прозаик и переводчик. 

## Биография
Родился 22 января 1933 года в Ленинграде (ныне — Санкт-Петербург).
Окончил 222-ю ленинградскую среднюю школу Куйбышевского р-на (б. Петришуле) в 1951 году и поступил в Высшее военно-морское инженерное училище связи им. А. С. Попова (ВВМУС). После окончания училища служил на кораблях и на базе Балтийского флота в г. Палдиски, где начал печатать свои стихи и лирическую прозу сначала во флотской газете «На вахте», а затем в эстонских периодических изданиях. Издал первый сборник стихов «Лебедь-остров» в Таллине в 1966 году. Член Союза писателей СССР (1972—1991).
После увольнения с военной службы в 1973 году работал радистом на строительстве БАМа, лесорубом, докером-механизатором в Таллинском морском порту, дрессировщиком слонов, завлитом в театре. Будучи литконсультантом русской секции Союза писателей Эстонии, переводил стихи эстонских поэтов на русский язык. Тогда же познакомился с Сергеем Довлатовым, работавшим в Таллине в качестве журналиста. С 1961 года по 1989 год был членом КПСС. 
Впоследствии жил в Израиле, в городе Ашкелон, где продолжал литературную деятельность.

## Награды и премии
Награждён медалями СССР, знаком «За дальний поход».

## Интересные факты
Персонаж сборника новелл Сергея Довлатова «Компромисс» (новелла «Компромисс пятый»). Кроме того, службе Штейна на Балтийском флоте посвящен рассказ Михаила Веллера «Океан» из сборника «Легенды Невского проспекта».

## Семья
Несколько раз был женат. Дети: Леся (журналист); Борис (1973—2024), адвокат. Внучка Елена (род. 2002) — училась в Литературном институтеа им. Горького.
Борис Штейн приходился племянником писателю и драматургу Александру Штейну, лауреату двух Сталинских премий.